# Eleutherodactylus staurometopon
Espèce
Synonymes
- Eleutherodactylus varians staurometopon Schwartz, 1960

Eleutherodactylus staurometopon est une espèce d'amphibiens de la famille des Eleutherodactylidae.

## Répartition
Cette espèce est endémique de l'Île de la Jeunesse à Cuba.

## Publication originale
- Schwartz, 1960 : Nine new Cuban frogs of the genus Eleutherodactylus. Science Publishers Reading Public Museum Art Gallery, vol. 11, p. 1-50.